# 山下大輝
山下 大輝（やました だいき、1989年9月7日 - ）は、日本の男性声優、ナレーター、歌手。静岡県浜松市出身。アーツビジョン所属。レコードレーベルはAstro Voice。
オフィシャルファンクラブはDAIKING。
代表作に『僕のヒーローアカデミア』（緑谷出久）、『弱虫ペダル』（小野田坂道）、『ポケットモンスター』（ゴウ）、『ジョジョの奇妙な冒険 Part5 黄金の風』（ナランチャ・ギルガ）、『ガイストクラッシャー』（白銀レッカ）、『あんさんぶるスターズ!』（朔間凛月）、『うたの☆プリンスさまっ♪』（天草シオン）、『俺を好きなのはお前だけかよ』（ジョーロ〈如月雨露〉）、『ダンス・ダンス・ダンスール』（村尾潤平）などがある。

## 経歴
ディズニー映画『アラジン』にてジーニー役の日本語版吹き替えを担当した山寺宏一は憧れであり、それがきっかけで声の仕事があることを知る。最初はミュージカルが好きで歌の勉強がしたかったため、高校卒業後は東京の音楽専門学校ミューズ音楽院のボーカル専攻科に2年間通った。音楽の勉強をやる内に「やっぱりお芝居がやりたい」と思うようになり、進路指導の先生が日本ナレーション演技研究所の卒業生だったことから声優学校に興味を持ち、ミューズ音楽院卒業と同時に日本ナレーション演技研究所に入所。
2012年にアーツビジョン預かりとなり、同年12月テレビアニメ『リトルバスターズ!』の生徒B役で声優デビューする。山下は「ちゃんとデビューしたのは2013年というほうが正しい」としている。
初めてオーディションで勝ち取った役は、山下の初主演作でもある『ガイストクラッシャー』の白銀レッカ役で、200人以上の大規模オーディションから役を射止めた。初めて名前のある役は『ガイストクラッシャー』よりオンエアや収録が先だった『アラタカンガタリ〜革神語〜』の西島優役となる。『弱虫ペダル』の小野田坂道役でも主演を務め、知名度を上げる。2014年には第8回声優アワード新人男優賞を受賞する。
2020年12月10日、浜松市やらまいか大使に委嘱された。
2021年、A-Sketch/Astro Voiceレーベルよりアーティストデビュー。9月11日、オフィシャルファンクラブ「DAIKING」がオープン。

## 人物・エピソード
尊敬する声優は山口勝平。理由は「いつまでも少年心を忘れない、そしてすごく優しくて温かい人だから」とのこと。また将来は「勝平さんみたいないつまでも少年心を忘れない声優になりたい」と語っている。
父がテニスコーチであったことから、物心つく前からテニスをやっていた。ジュニア選手になったときには、東京遠征で松岡修造から指導を受けたこともある。プロを目指さなかった理由としては、趣味としては楽しいが、もともとプロになるつもりはなく歌や芝居が好きだったためである。ミューズ音楽院に通うことは母には賛成されたが、父にはあまり伝えず逃げるように上京した。声優養成所に入った時も母親には事後報告で伝えたが、父には何も言わなかった。父とは連絡をとっていなかったが、現在は父から「サインを送れよ」と連絡があり認めてもらっている。
その他の趣味・特技として写真、歌唱を挙げている。方言は遠州弁。
大の猫好きであり、子供の頃に路上で瀕死になった猫を拾い、18年間共に過ごしていた。現在は新たに「おこめ」という名のオスの猫を飼っている。
好きな食べ物は肉料理で、出身地の静岡県のレストラン「炭焼きレストランさわやか」のげんこつハンバーグを大好物としている。

## 出演
太字はメインキャラクター。

### テレビアニメ
2012年
- リトルバスターズ!（生徒B、男子生徒B）

2013年
- アラタカンガタリ〜革神語〜（西島優）
- 俺の彼女と幼なじみが修羅場すぎる（男子生徒C、男子生徒A、彼氏、観客C）
- ガイストクラッシャー（2013年 - 2014年、白銀レッカ）
- ガリレイドンナ（テオ・エッシャー）
- 帰宅部活動記録（魔王、ワルスギル）
- 銀の匙 Silver Spoon（2013年 - 2014年、松山雄一） - 2シリーズ
- ゴールデンタイム（新入生1）
- さくら荘のペットな彼女（男子3）
- ステラ女学院高等科C3部（敵D）
- ストライク・ザ・ブラッド（内田遼）
- D.C.III 〜ダ・カーポIII〜
- たまこまーけっと（犬山）
- 凪のあすから（男子生徒A、南部泰啓）
- 変態王子と笑わない猫。（男子生徒、陸上部員A）
- WHITE ALBUM2（実行委員B）
- 弱虫ペダル（2013年 - 2023年、小野田坂道） - 5シリーズ
- ロウきゅーぶ!SS（男子生徒2、通行人）
- ログ・ホライズン（2013年 - 2021年、トウヤ、イワン、ポロロッカ） - 3シリーズ

2014年
- アオハライド（内藤）
- 甘城ブリリアントパーク（大学生男子）
- 異能バトルは日常系のなかで（彼氏）
- ウィッチクラフトワークス（生徒）
- オレカバトル（ヴァル / ヴァルカン、タツドン、僧侶クリフ）
- グラスリップ（白崎祐）
- PSYCHO-PASS サイコパス 2（錫木萌、男子生徒）
- 少年ハリウッド（2014年 - 2015年、佐伯希星） - 2シリーズ
- スペース☆ダンディ（三男）
- ソードアート・オンライン シリーズ（2014年 - 2020年、ジュン） - 2シリーズ
- 魔法科高校の劣等生（2014年 - 2024年、十三束鋼） - 2シリーズ

2015年
- アルスラーン戦記（ボルナー）
- うたの☆プリンスさまっ♪ マジLOVE シリーズ（2015年 - 2016年、天草シオン） - 2シリーズ
- 俺物語!!（男子）
- 神様はじめました◎（護〈少年ver.〉）
- 機動戦士ガンダム 鉄血のオルフェンズ（ダンジ・エイレイ）
- コメット・ルシファー（イラクリ・ヴィッテ）
- Charlotte（及川）
- ダイヤのA シリーズ（2015年 - 2020年、瀬戸拓馬） - 2シリーズ
- ドラえもん（テレビ朝日版第2期）（若者）
- トリアージX（幼い嵐）
- なないろ革命（詩丘望）
- 北斗の拳 イチゴ味（バット）
- ミカグラ学園組曲（うさ丸）
- ランス・アンド・マスクス（花房葉太郎）
- 乱歩奇譚 Game of Laplace（ハシバ）
- ローリング☆ガールズ（ひとし、売り子、愛知テンムス団員、愛知民、団員、チーくん）

2016年
- Re:ゼロから始める異世界生活（2016年 - 2024年、カン、カンバリー） - 2シリーズ / 2020年に第1期新編集版が放送
- アクティヴレイド -機動強襲室第八係-（ドック）
- 甘々と稲妻（ガリガリさん）
- 暗殺教室（池田）
- クレヨンしんちゃん（ユー）
- 食戟のソーマ シリーズ（2016年 - 2017年、早津田みつる、磯部磯兵衛） - 2シリーズ
- 私立らいよん学園（舞洲らいや）
- 双星の陰陽師（2016年 - 2017年、国崎慎之助）
- タイムトラベル少女〜マリ・ワカと8人の科学者たち〜（市川風太）
- Dimension W（ルワイ＝オーラ＝ティベスティ）
- 刀剣乱舞-花丸-（2016年 - 2018年、今剣、厚藤四郎） - 2シリーズ
- TRICKSTER -江戸川乱歩「少年探偵団」より-（2016年 - 2017年、小林芳雄）
- とんかつDJアゲ太郎（勝又揚太郎）
- はんだくん（近藤幸男）
- 美少女戦士セーラームーンCrystal（海野ぐりお）
- ブブキ・ブランキ（ワグルラ・ハラ） - 2シリーズ
- プリンス・オブ・ストライド オルタナティブ（姫宮悠李）
- ヘヴィーオブジェクト（チャールズ）
- 僕のヒーローアカデミア（2016年 - 2024年、緑谷出久） - 7シリーズ
- ラクエンロジック（ALCA護送官）

2017年
- チェインクロニクル 〜ヘクセイタスの閃〜（アラム）
- Re:CREATORS（水篠颯太）
- 覆面系ノイズ（杠花奏）
- BORUTO-ボルト- NARUTO NEXT GENERATIONS（隠蓑マギレ）
- ひとりじめマイヒーロー（福重満）
- 朝だよ!貝社員（イシ貝、アオイ貝）
- 戦刻ナイトブラッド（真田幸村）
- クジラの子らは砂上に歌う（リョダリ）
- TSUKIPRO THE ANIMATION（2017年 - 2021年、桜庭涼太、涼太） - 2シリーズ
- ROBOMASTERS THE ANIMATED SERIES（タンタン）
- アイドルマスター SideM（猫柳キリオ）

2018年
- 覇穹 封神演義（黒点虎）
- BEATLESS（村主ケンゴ） - 2シリーズ
- 鹿楓堂よついろ日和（椿 / 中尾椿）
- デビルズライン（村上蓮）
- 信長の忍び（森蘭丸）
- 鬼灯の冷徹（早流）
- 夢王国と眠れる100人の王子様（ナビ、チェシャ猫）
- ハイスコアガール（2018年 - 2019年、土井玄太） - 2シリーズ
- Phantom in the Twilight（ウェイン・キング）
- 人外さんの嫁（日ノ輪泊）
- アイドルマスター SideM 理由あってMini!（猫柳キリオ）
- ジョジョの奇妙な冒険 黄金の風（2018年 - 2019年、ナランチャ・ギルガ、ナランチャ・ギルガ〈ジョルノ・ジョバァーナ〉）
- ユリシーズ ジャンヌ・ダルクと錬金の騎士（ドゥムジ）

2019年
- カワウソラボ（グランディ Jr.）
- なむあみだ仏っ!-蓮台 UTENA-（迦楼羅天）
- 鬼滅の刃（2019年 - 2024年、愈史郎） - 3シリーズ
- 進撃の巨人（2019年 - 2021年、少年ジーク / 幼少ジーク） - 2シリーズ
- スタミュ（春日野詩音）
- ナカノヒトゲノム【実況中】（入出アカツキ）
- アニ×パラ〜あなたのヒーローは誰ですか〜（小野田坂道）
- あんさんぶるスターズ!（朔間凛月）
- 俺を好きなのはお前だけかよ（ジョーロ〈如月雨露〉、男子生徒K）
- 厨病激発ボーイ（野田大和）
- ノー・ガンズ・ライフ（2019年 - 2020年、荒吐鉄朗） - 2シリーズ
- おじゃる丸（猛進）
- スタンドマイヒーローズ PIECE OF TRUTH（山崎カナメ）
- ポケットモンスター (2019)（2019年 - 2022年、ゴウ）

2020年
- メジャーセカンド（仁科明）
- ハクション大魔王2020（プゥータ）
- もっと!まじめにふまじめ かいけつゾロリ（2020年 - 2022年、ケント、マルク） - 2シリーズ
- おばけずかん（2020年 - 2022年、ヒロシ） - 2シリーズ
- 魔女の旅々（兄）
- 池袋ウエストゲートパーク（音川エイジ）
- ねこねこ日本史（2020年 - 2021年、慧慈、六角承禎、間宮林蔵）

2021年
- ホリミヤ（2021年 - 2023年、井浦秀） - 2シリーズ
- セブンナイツ レボリューション -英雄の継承者-（ネモ）
- 究極進化したフルダイブRPGが現実よりもクソゲーだったら（結城宏）
- イジらないで、長瀞さん（2021年 - 2023年、センパイ） - 2シリーズ
- 86-エイティシックス-（2021年 - 2022年、ハルト・キーツ） - 2シリーズ
- バクテン!!（吾妻俊介）
- 遊☆戯☆王SEVENS（2021年 - 2022年、ユウオウ）
- 王様ランキング（2021年 - 2023年、ホクロ） - 2シリーズ
- ブルーピリオド（高橋世田介）

2022年
- プラチナエンド（中海修滋）
- ダンス・ダンス・ダンスール（村尾潤平）
- カードファイト!! ヴァンガード will+Dress（2022年 - 2025年、向江ジンキ） - 5シリーズ
- シャインポスト（日生直輝）
- 東京ミュウミュウ にゅ〜♡（2022年 - 2023年、タルト） - 2シリーズ
- BLEACH 千年血戦篇（2022年 - 2024年、行木竜之介） - 2シリーズ

2023年
- 魔法使いの嫁 SEASON2（ヴァイオレット・セント＝ジョージ） - 2シリーズ
- Opus.COLORs（登世康平）
- ポケットモンスター (2023)（2023年 - 2025年、スマホロトム、ホゲータ→アチゲータ）
- 地獄楽（2023年 - 2026年、山田浅ェ門仙汰） - 2シリーズ
- 六道の悪女たち（松ヶ宮童子）
- 自動販売機に生まれ変わった俺は迷宮を彷徨う（2023年 - 2025年、赤） - 2シリーズ
- アンダーニンジャ（蜂谷紫音）
- キャプテン翼シーズン2 ジュニアユース編（2023年 - 2024年、アラン・パスカル）
- ラグナクリムゾン（2023年 - 2024年、ネビュリム）
- るろうに剣心 -明治剣客浪漫譚- (2023)（2023年 - 2025年、瀬田宗次郎） - 2シリーズ

2024年
- 刀剣乱舞 廻 -虚伝 燃ゆる本能寺-（厚藤四郎、今剣）
- 怪異と乙女と神隠し（化野蓮）
- ハズレ枠の【状態異常スキル】で最強になった俺がすべてを蹂躙するまで（安智弘）
- 現代誤訳（玲尾諒〈カリアス、彼女、客、鈴木、精霊〉）
- 魔導具師ダリヤはうつむかない（ダリ）
- 最凶の支援職【話術士】である俺は世界最強クランを従える（ノエル）
- 株式会社マジルミエ（二子山和央）

2025年
- 黒岩メダカに私の可愛いが通じない（小早川翔）
- ボールパークでつかまえて!（一宮）
- ヴィジランテ-僕のヒーローアカデミア ILLEGALS-（緑谷出久）
- ウィッチウォッチ（蓬莱純）
- 華Doll*-Reinterpretation of Flowering-（櫻井閧〈幼少期〉）
- 美男高校地球防衛部ハイカラ!（猫魔祐）
- SAKAMOTO DAYS（勢羽真冬）
- しゃばけ（一太郎）

2026年
- 北斗の拳 -FIST OF THE NORTH STAR-（バット）

時期未定
- リビルドワールド（アキラ）
- ブレイド&バスタード（ララジャ）

### 劇場アニメ
2010年代
- たまこラブストーリー（2014年、犬山）
- 屍者の帝国（2015年、ニコライ・クラソートキン）
- 劇場版 弱虫ペダル（2015年、小野田坂道）
- BLAME!（2017年、ヤイチ）
- 映画ドラえもん のび太の宝島（2018年、フロック）
- 僕のヒーローアカデミア THE MOVIEシリーズ（2018年 - 2021年、緑谷出久） - 3作品
- 劇場版 うたの☆プリンスさまっ♪ マジLOVEキングダム（2019年、天草シオン）

2020年代
- 映画 ねこねこ日本史 〜龍馬のはちゃめちゃタイムトラベルぜよ!〜（2020年、フク）
- 復興応援 政宗ダテニクル 合体版＋（2021年、7代当主 伊達行朝）
- あんさんぶるスターズ!!-Road to Show!!-（2022年、朔間凛月）
- 映画 バクテン!!（2022年、吾妻俊介）
- 雨を告げる漂流団地（2022年、橘譲）
- ベルサイユのばら（2025年、ジャン）
- 劇場版 鬼滅の刃 無限城編 第一章 猗窩座再来（2025年、愈史郎）

### OVA
2010年代
- アオハライド（2014年、内藤） - コミックス第11巻限定版
- 弱虫ペダル SPARE BIKE（2016年、小野田坂道）
- ハイスコアガール（2019年、土井玄太）

2020年代
- 俺を好きなのはお前だけかよ〜俺たちのゲームセット〜（2020年、ジョーロ〈如月雨露〉）

### Webアニメ
2010年代
- 美少女戦士セーラームーンCrystal（2014年、海野ぐりお）
- 磯部磯兵衛物語（2015年、磯部磯兵衛）
- カレバカ 我輩ノ彼ハ馬鹿である（2015年、鳳モニョ吉）
- ニンジャスレイヤー フロムアニメイシヨン（2015年、トチノキ）
- ヘタリア The World Twinkle（2015年、ラドニア）
- 政宗ダテニクル（2016年、7代当主伊達行朝）
- ひかり〜刈谷をつなぐ物語〜（2016年、新太）
- ポケモンジェネレーションズ（2016年、サターン）
- 約束の七夜祭り（2018年、藤井敦史）
- メギド72 The short animation 長き戦旅の傍らで（2019年、モラクス）
- デラックスだよ!貝社員（2019年、イシ貝、アオイ貝）
- ノー・ガンズ・ライフ ミニ（2019年 - 2020年、荒吐鉄朗）

2020年代
- 虫籠のカガステル（2020年、ナジ）
- スーパードラゴンボールヒーローズ プロモーションアニメ（2020年、破壊神HE〈ヒーロー〉）
- ぜつめつきぐしゅんっ。（2020年、ゾウしゅん）
- 落下生（2021年、主人公）
- ポケットモンスター 神とよばれし アルセウス（2022年、ゴウ）
- ぷち！東京ミュウミュウ にゅ〜♡（2022年 - 2023年、タルト）
- イジらないで、長瀞さん 2nd Attack mini（2023年、センパイ）
- 鬼武者（2023年、佐兵衛）
- HUNDRED NOTE（2024年、霧縦人）
- BULLET/BULLET（2025年、泣き男）

### ゲーム
2012年
- テイルズ オブ ザ ヒーローズ ツインブレイヴ（エネミーボイス）

2013年
- モンスター烈伝 オレカバトル（2013年 - 2015年、ヴァル / ヴァルカン / 炎獣人ヴァルカン、タツドン、僧侶クリフ / 大僧侶クリフ）
- AKIBA'S TRIP2（立花戒斗）
- ガイストクラッシャー（2013年 - 2014年、白銀レッカ） - 2作品
- 名探偵コナン マリオネット交響曲（布川昌史）

2014年
- アイドリズム（逢沢光流）
- 俺の屍を越えてゆけ2（梵ピン将軍）
- キラカレ 〜キラめくカレと恋する学園〜（藤ヶ谷伊織）
- 12歳。〜ほんとのキモチ〜（桐屋勇）
- 神撃のバハムート（キット）
- 戦場の円舞曲（リシャール）
- 熱血異能部活譚 Trigger Kiss（山田万里）
- 嫁コレ（小野田坂道）
- 私のホストちゃんS（悠斗）

2015年
- アイドルマスター SideM（2015年 - 2023年、猫柳キリオ）
- あんさんぶるスターズ！（2015年 - 2020年、朔間凛月）
- ケイオスドラゴン 混沌戦争（主人公）
- 小林が可愛すぎてツライっ!! ゲームでもキュン萌えMAXが止まらないっ(*´ェ`*)（最上行光）
- 栽培少年（ハスキー）
- 終天のトロイメライ（ライル）
- 白猫プロジェクト（エーベルハルト・ロイヤル）
- セブンスドラゴンIII code:VFD
- 東京乙女レストラン（小野寺鴇）
- 東亰ザナドゥ（四宮祐騎）
- 刀剣乱舞 ONLINE（2015年 - 2024年、厚藤四郎、今剣）
- 22のキスの意味（橙乃逢生）
- バンドやろうぜ!（佐伯翼）
- プリンス・オブ・ストライド（姫宮悠李）
- メイプルストーリー（キネシス）
- ゆのはなSpRING!（片桐銀次郎）
- 夢王国と眠れる100人の王子様（ナビ、チェシャ猫）
- 弱虫ペダル 明日への高回転（小野田坂道）
- ロイヤルフラッシュヒーローズ（ライナス・ベアード）

2016年
- 一血卍傑-ONLINE-（ウラシマタロウ）
- エンドライド-X fragments-（ガンメタル）
- クイズRPG 魔法使いと黒猫のウィズ（2016年 - 2025年、アーサー・キャメロット、朝比奈蓮司、二子山和央）
- ＼コメプリ／（祝幸福）
- Shadowverse（煌牙の戦士・キット、海賊ゾンビ）
- スタンドマイヒーローズ（山崎カナメ）
- 東亰ザナドゥ eX+（四宮祐騎）
- ドラゴンクエストビルダーズ アレフガルドを復活せよ（男主人公）
- ノラネコと恋の錬金術（トラン）
- 文豪とアルケミスト（徳永直）
- 僕のヒーローアカデミア シリーズ（2016年 - 2021年、緑谷出久） - 4作品
- 輪華ネーション（ミカエル・ファン・レイン）
- ボーイフレンド（仮）きらめき☆ノート（野宮一期）
- 夢色キャスト（白椋れい）

2017年
- オルタンシア・サーガ -蒼の騎士団-（アラム）
- 花朧 〜戦国伝乱奇〜（佐久間盛政）
- 双星の陰陽師（国崎慎之助）
- 異世界でカフェを開店しました。（アラン・トレイル）
- 戦刻ナイトブラッド（真田幸村）
- キャプテン翼 〜たたかえドリームチーム〜（呉俊仁）
- グリムノーツ Repage（ヴィクター・フランケンシュタイン博士）
- カクテル王子（セブンス・ヘヴン）
- アイドルマスター SideM LIVE ON ST@GE!（2017年 - 2020年、猫柳キリオ）
- 旋光の輪舞2（レーフ・レファニュ）
- ネオ アンジェリーク 天使の涙（カミーユ）
- メギド72（2017年 - 2023年、モラクス）
- オトメ勇者（タタン）
- LAPLACE LINK -ラプラスリンク-（笹塚ケイタ）

2018年
- ゴッドイーターレゾナントオプス（アレク）
- ドラえもん のび太の宝島（フロック）
- ダッシュ！（カイル）
- ファンタジーライフ オンライン
- 夢間集（トラ）

2019年
- グランブルーファンタジー（2019年 - 2024年、猫、緑谷出久）
- ラングリッサーI&II（スコット）
- JUMP FORCE（緑谷出久）
- ナナカゲ 〜7つの王国と月影の傭兵団〜（サイ）
- モンスターストライク（2019年 - 2025年、緑谷出久、愈󠄀史郎、ナランチャ・ギルガ）
- ポケモンマスターズ / EX（2019年 - 2024年、ハウ）
- ASTRAL CHAIN（ハル）
- ゼノンザード（ユーキリ・竜胆）
- XROSS CHRONICLE（炎児）
- ジョジョのピタパタポップ（ナランチャ・ギルガ）
- 時の歌-終焉なきソナタ-（コニ）
- ワールドフリッパー（アスキリマル）
- CARAVAN STORIES（リエン）
- COLOR PIECEOUT（ジャック・ノーラン）

2020年
- ローリングスフィア（アルゲディ）
- あんさんぶるスターズ!! Basic / Music（2020年 - 2024年、朔間凛月） - 2作品
- 聖剣伝説3 TRIALS of MANA（ヒース）
- キャプテン翼 RISE OF NEW CHAMPIONS（アラン・パスカル）
- ジョジョの奇妙な冒険 ラストサバイバー（ナランチャ・ギルガ）
- Fate/Grand Order（2020年 - 2021年、織田信勝）
- ブラウンダスト（エルマハヴ）
- Lost Kiss 〜カレと運命の恋愛〜（染木陽太）
- 食物語（子推燕）

2021年
- Re:ゼロから始める異世界生活 偽りの王選候補（カン）
- ドラゴンクエストライバルズ（少年キーファ）
- ジャックジャンヌ（忍成司）
- ラグナロクオリジン（黒衣の修道士）
- アイドルマスター SideM GROWING STARS（2021年 - 2023年、猫柳キリオ）
- ファイアーエムブレム ヒーローズ（クルトナーガ、コーマ）
- 鬼滅の刃 ヒノカミ血風譚（愈史郎）
- グランサガ（シルフィード）
- アイドルマスター ポップリンクス（猫柳キリオ）

2022年
- おじさまと猫 スーパーミラクルパズル（森山良春、ナレーション）
- 夢職人と忘れじの黒い妖精（ナヴィ）
- シン・クロニクル（アルス）
- ドラゴンクエストX（エルジュ） - 2作品
- ジョジョの奇妙な冒険 オールスターバトルR（ナランチャ・ギルガ）
- 滄海天記（ミナト）

2023年
- 共闘ことばRPG コトダマン（緑谷出久）
- BLUE PROTOCOL（カラント）
- 僕のヒーローアカデミア ULTRA RUMBLE（緑谷出久）

2024年
- ユニコーンオーバーロード（トラヴィス）

2025年
- 東京放課後サモナーズ（イナリ）
- HUNDRED LINE -最終防衛学園-
- 鬼滅の刃 ヒノカミ血風譚2（愈史郎）

### ドラマCD
2012年
- せをはやみ（黒田長政）

2013年
- 鏡花あやかし秘帖 〜永遠の美酒〜（高倉流依）
- 弱虫ペダル ドラマCD 〜はじまりの鼓動〜（小野田坂道）
- 弱虫ペダル ドラマCD ウェルカムレース（小野田坂道）
- ログ・ホライズン（トウヤ）※第七巻ドラマCD付特装版

2014年
- 弱虫ペダル ドラマCD Off the ROAD（小野田坂道）
- 小林が可愛すぎてツライっ！（もゆゆ先輩）
- RACK-13係の残酷器械-（籠城犯）※コミックス第4巻アニメイト限定版

2015年
- 全力少年達のおうた & とりあいCD 2年生ユニット リヒト&キィ（如月リヒト）

2016年
- THE IDOLM@STER SideM ST@RTING LINE 07・08（猫柳キリオ）
- ALIVE Growth DramaCD vol.1・2（桜庭涼太）
- 僕のヒーローアカデミア（緑谷出久）※コミックス第7巻ドラマCD同梱版

2018年
- 軍靴のバルツァー（ディーター・シュトルンツ）※コミックス第11巻ドラマCD付き限定版
- 大国チートなら異世界征服も楽勝ですよ?（日和常信）※オーディオドラマのCD化

2019年
- 穏やか貴族の休暇のすすめ。（ジャッジ）

2020年
- 華Doll*（2020年ｰ、櫻井鬨）

### BLCD
- アキハバラフォーリンラブ（セナ[274]）
- 花鳥風月シリーズ1・2・3（黒井円馬）
- 生徒会長に忠告　DEAR+ CD COLLECTION 生徒会長に忠告6（近藤弟）

### デジタルコミック
- VOMIC 僕のヒーローアカデミア（緑谷出久[275]）
- CARNELIAN BLOOD（2020年、エリアス[276]）
- ドロンドロロン（読切版）（2021年、宮本パンク[277]）
- 仁義なき婿取り（2022年 - 2023年、紀羅[278][279]）
- イジらないで、長瀞さん 2nd Attack ボイス付きコマ投稿（2022年、センパイ[280]）

### オーディオドラマ
- 聴く本劇団「ナナイロ」（2017年、響智也[281]）
- 大国チートなら異世界征服も楽勝ですよ?（2018年、日和常信[282]）
- 恋愛成仏レストラン〜涙に効く魔法のレシピ〜（2020年、南条峻也〈シェフ〉[283]）
- アイドルマスター SideM「315 PASSION CONTENTS」（2023年 - 2024年、猫柳キリオ） - 4作品[一覧 37]

### オーディオブック
- ざしき童子のはなし（2020年）
- いちょうの実（2020年）
- あし（新美南吉著）（2020年）
- ジャックと豆の木（楠山正雄著）（2020年）
- デンデンムシ（新美南吉著）（2020年）
- 山月記（小前亮訳）（2020年）
- かえるの王さま（2020年）
- アラビヤンナイト アリ・ババと四十人のどろぼう（菊池寛著）（2020年）
- ある夜の星たちの話（2020年）
- 二ひきの蛙（2020年）
- 眠る森のお姫さま（2020年）
- 牛鍋（森鴎外著）（2020年）
- 子供の床屋（2020年）
- 町のお姫さま（2020年）
- 蟹のしょうばい（2020年）

### 吹き替え

#### 映画
- メイズ・ランナー（2014年、ニュート〈トーマス・ブロディ・サングスター〉）
- やさしい本泥棒（2015年）
- メイズ・ランナー2: 砂漠の迷宮（2015年、ニュート〈トーマス・ブロディ・サングスター〉）
- マックス&エリー 15歳、ニューヨークへ行く!（2016年、ビリー〈ジョエル・コートニー〉）
- ブレイク・ビーターズ（2017年、ソ連のブレイクダンサー）[284]
- メイズ・ランナー: 最期の迷宮（2018年、ニュート〈トーマス・ブロディ・サングスター〉）

#### アニメ
- ビクター&バレンティノ（2019年、ビクター[285]）
- SING/シング: ネクストステージ（2022年、ジェリー[286]）
- 万聖街（2022年、ニール[287]）
- マスターオブスキル For the GLORY（2023年、張佳楽[288]）
- 天官賜福 貮（2024年、郎千秋）
- 烈火澆愁（2024年、阿洛津 / アールオジン[289]）
- 龍族 -The Blazing Dawn-（2024年、ルー・ミンフェイ〈路明非〉[290]）

### ラジオ
※はインターネット配信。
- たかはし智秋のくるくるパーティーナイト!（2011年 - 2012年、バナフェス!ラジオ※）
- 山下大輝のなまたまっ!（2012年、バナフェス!ラジオ※）
- なまたまっ!山下大輝のミラクルクイズ（2012年、バナフェス!ラジオ※）
- 山下大輝のキングになりたいっ!（2012年、バナフェス!ラジオ※）
- たかはし智秋のスマッシュビート!RADIO!（2012年、バナフェス!ラジオ※）
- 「弱虫ペダル」クライマーズレディオっショ!（2013年 - 2014年、音泉※）[291]
- 『ログ・ホライズン』ラジオ 〜エルダー・テイル通信〜（2014年、ファミ通.com※）
- 「弱虫ペダル」グランロードレディオっショ!（2014年 - 2015年、音泉※）
- 神様はじめました◎巴衛と護のミカゲ社通信（2014年 - 2015年、音泉※・HiBiKi Radio Station※）
- 月刊 新・男前通信2月号〜月刊 山下大輝（2015年、モバイルA&G※）
- ランス・アンド・マスクス 〜RADIO騎士団〜（2015年、音泉※）[292]
- 僕のヒーローアカデミア ラジオ オールマイトニッポン（2016年、2017年、2018年、音泉※）[293]
- TRICKSTER 少年探偵団ラジオ（2016年 - 2017年、HiBiKi Radio Station※）
- 弱虫ペダル ニュージェネラジオ!（2016年 - 2017年、音泉※）[294]
- 覆面系ノイズ in NO Hurry to Radio;（2017年、超!A&G+※・音泉※）[295]
- 弱虫ペダル グローリーレディオ（2018年、ニコニコ生放送※）[296]
- 厨病激発ラジオ（2019年 - 、音泉※）[297]
- アイドルマスター SideM ラジオ 315プロNight!（2020年、ニコニコ生放送※）
- 牧場物語 山下の大輝のラジオステーション（2022年 - 、文化放送・超!A&G+※）[298]

### ラジオCD
- ラジオCD「弱虫ペダル クライマーズレディオっショ！」Vol.1 - 3
- ラジオCD「弱虫ペダル グランロードレディオっショ！」Vol.1 - 4
- ラジオCD「僕のヒーローアカデミア　ラジオ　オールマイトニッポン」Vol.1

### テレビ番組
※はインターネット配信。
- ぼいすた!（2011年4月2日 - 9月24日、BS-TBS）
- ビットワールド（ジャンマスター・ケン役）
- 山下駱駝（2021年1月10日 - 2022年5月10日、ニコニコ生放送、電撃文庫チャンネル（YouTube）※）
- 声優に丸なげ！（2024年、CBCテレビ・BS11）[299]

### ナレーション
- 『僕のヒーローアカデミア THE MOVIE 〜2人の英雄〜』公開記念SPECIAL（2018年7月26日、日本テレビ）
- 『僕のヒーローアカデミア THE MOVIE 〜ヒーローズ・ライジング〜』公開記念SPECIAL（2019年12月7日、日本テレビ）
- 岩合光昭の世界ネコ歩きmini（2020年12月14日 - 、NHK BSプレミアム）

### 朗読公演
- STORY LIVE　山下大輝　『妹の部屋』（2020年9月21日、ミクサライブ東京 ホールミクサ）[300]
- STORY LIVE Special　『悪魔の預言者』（2020年11月29日、ミクサライブ東京 ホールミクサ）
- 朗読劇『告白 コンフェッション』（2025年6月28日〈予定〉、I'M A SHOW） - 浅井 役[301][302]
- こえかぶ 朗読で楽しむ歌舞伎〜梅と松と桜〜篇（2025年8月10日〈予定〉、三越劇場）[303]

### 映像商品
- 声優に丸なげ！ VOL.3[304]
- 東京乙女レストラン Vol.2
- 東京乙女レストラン シーズン2 Vol.1
- リアル宝探し 〜風魔からの挑戦〜 in 小田原

### その他コンテンツ
- バナフェス!タウン「華劇」（浅葱陣役）
- LINEスタンプ キモ叫ぶ★ベタックマ
- テレビCM『可愛いだけじゃない式守さん』（2019年、和泉くん[305]）
- ○○男子project（2020年、母倉心（心の声系男子）[306]）
- Clock over ORQUESTA（2021年 - 、朱鷺燈一夜（青年）[307]）
- 電源開発のアニメーションCM「結集する力」シリーズ（2021年、ナレーション[308]）
- 東海旅客鉄道『ずらし旅』（ずらしmado役、2021年3月 - ）[309]
- TRUE WIRELESS STEREO EARPHONES アニメ『僕のヒーローアカデミア』 コラボモデル（2021年、緑谷出久[310]）
- TRUE WIRELESS STEREO EARPHONES TVアニメ『弱虫ペダル』モデル（2021年、小野田坂道[311]）
- PV『虚の記憶』（2021年、ナレーション[312]）
- LINEトーク風ショート動画『二条くんはわたしの執事』（2022年、二条怜[313]）

## ディスコグラフィ

### 配信シングル
|   | 配信開始日    | タイトル   | 備考                                                              |
| - | ------------- | ---------- | ----------------------------------------------------------------- |
| 1 | 2022年3月30日 | キャンドル | オフィシャルファンクラブ「DAIKING」限定でシングルCDが発売された。 |

### EP
|            | 発売日       | タイトル | 規格品番 | 規格品番  | オリコン 最高位 |
| 初回限定盤 | 発売日       | タイトル | 通常盤   |           | オリコン 最高位 |
| ---------- | ------------ | -------- | -------- | --------- | --------------- |
| 1st        | 2021年6月9日 | hear me? | AZZS-115 | AZCS-1099 | 8位             |

### タイアップ曲
| 楽曲 | タイアップ                                                                     | 時期   |
| ---- | ------------------------------------------------------------------------------ | ------ |
| Tail | テレビアニメ『セブンナイツ レボリューション -英雄の継承者-』エンディングテーマ | 2021年 |

### キャラクターソング
| 発売日   | 商品名                                                                                       | 歌 | 楽曲                                                                        | 備考 |
| 2013年   | 2013年                                                                                       | 2013年 | 2013年                                                                      | 2013年 |
| -------- | -------------------------------------------------------------------------------------------- | --- | --------------------------------------------------------------------------- | --- |
| 9月18日  | TVアニメ『弱虫ペダル』キャラクターソングCD VOL.1                                             | 小野田坂道（山下大輝） | 「Ride On」                                                                 | テレビアニメ『弱虫ペダル』関連曲                                                                          |
| 9月18日  | TVアニメ『弱虫ペダル』キャラクターソングCD VOL.1                                             | 小野田坂道（山下大輝）、巻島裕介（森久保祥太郎） | 「もう少し、あと少し」                                                      | テレビアニメ『弱虫ペダル』関連曲                                                                          |
| 2014年   |                                                                                              | |                                                                             | |
| 5月21日  | Be As One                                                                                    | チーム総北 | 「Be As One」                                                               | テレビアニメ『弱虫ペダル』オープニングテーマ                                                              |
| 5月21日  | Be As One                                                                                    | チーム総北 | 「Dream Believer」                                                          | テレビアニメ『弱虫ペダル』関連曲                                                                          |
| 8月13日  | ハロー世界                                                                                   | 少年ハリウッド | 「ハロー世界」                                                              | テレビアニメ『少年ハリウッド -HOLLY STAGE FOR 49-』オープニングテーマ                                     |
| 8月13日  | ハロー世界                                                                                   | 少年ハリウッド | 「永遠never ever」                                                          | テレビアニメ『少年ハリウッド -HOLLY STAGE FOR 49-』関連曲                                                 |
| 10月8日  | 少年ハリウッド -HOLLY STAGE FOR 49- BD・DVD第1巻特典CD                                       | 少年ハリウッド | 「ハリウッドルール1・2・5」                                                 | テレビアニメ『少年ハリウッド -HOLLY STAGE FOR 49-』エンディングテーマ                                     |
| 10月29日 | グラスリップ キャラクターソングアルバム 歌声の欠片                                           | 白崎祐（山下大輝） | 「読めないカンジ、読みたいオモイ」                                          | テレビアニメ『グラスリップ』関連曲                                                                        |
| 11月5日  | 少年ハリウッド-HOLLY STAGE FOR 49- キャラクターソングCD【佐伯希星】                          | 佐伯希星（山下大輝） | 「青いきゅんきゅんマフラー」 「キラキラDREAMER」                            | テレビアニメ『少年ハリウッド -HOLLY STAGE FOR 49-』関連曲                                                 |
| 12月10日 | 少年ハリウッド -HOLLY STAGE FOR 49- BD・DVD第3巻特典CD                                       | 少年ハリウッド | 「エアボーイズ」                                                            | テレビアニメ『少年ハリウッド -HOLLY STAGE FOR 49-』エンディングテーマ                                     |
| 2015年   |                                                                                              | |                                                                             | |
| 1月7日   | 少年ハリウッド -HOLLY STAGE FOR 49- BD・DVD第4巻特典CD                                       | 少年ハリウッド | 「ハロー世界 Popcorn ver.」                                                 | テレビアニメ『少年ハリウッド -HOLLY STAGE FOR 49-』エンディングテーマ                                     |
| 1月21日  | 神様はじめました◎キャラクターソング02〜奈々生ひとり占め〜                                    | 護（山下大輝） | 「護におまかせ！」                                                          | テレビアニメ『神様はじめました◎』関連曲                                                                   |
| 2月4日   | HOLLY TRIP                                                                                   | 少年ハリウッド | 「HOLLY TRIP」                                                              | テレビアニメ『少年ハリウッド -HOLLY STAGE FOR 50-』オープニングテーマ                                     |
| 2月4日   | HOLLY TRIP                                                                                   | 少年ハリウッド | 「ロンリーPASSION」                                                         | テレビアニメ『少年ハリウッド -HOLLY STAGE FOR 50-』挿入歌                                                 |
| 2月20日  | ALIVE その1 Side.G                                                                           | Growth | 「ラダ・キアナ」 「My Gloria」 「自由の鳥」                                 | キャラクターCD『ALIVE』関連曲                                                                             |
| 3月11日  | 少年ハリウッド -HOLLY STAGE FOR 49- BD・DVD第6巻特典CD                                       | 佐伯希星（山下大輝）、富井大樹（蒼井翔太）、舞山春（小野賢章） | 「赤い箱のクラッカー〜Let's Party〜」                                       | テレビアニメ『少年ハリウッド -HOLLY STAGE FOR 49-』挿入歌                                                 |
| 5月29日  | ALIVE その2 Side.G                                                                           | Growth | 「光と海の讃歌」 「悠久のフィリア」 「グレゴリオ」                          | キャラクターCD『ALIVE』関連曲                                                                             |
| 6月24日  | 全力少年達のおうたCD 2年生ユニット リヒト&キィ                                               | リヒト（山下大輝）、キィ（花江夏樹） | 「愛ジャパン」 「Vintage!!」                                                | キャラクターCD『全力少年達のおうたCD』関連曲                                                              |
| 8月28日  | ALIVE その3 Side.G                                                                           | Growth | 「ハウル」 「黄昏のメロディア」 「Re:born」                                 | キャラクターCD『ALIVE』関連曲                                                                             |
| 9月16日  | 少年ハリウッド BEST ALBUM                                                                    | 少年ハリウッド | 「Noel Story」                                                              | テレビアニメ『少年ハリウッド』関連曲                                                                      |
| 10月28日 | あんさんぶるスターズ！ ユニットソングCD Vol.2 Knights                                        | Knights | 「Voice of Sword」 「Checkmate Knights」                                    | ゲーム『あんさんぶるスターズ!』関連曲                                                                     |
| 11月27日 | ALIVE その4 Side.G                                                                           | Growth | 「Super Nova」 「ルクレシア」 「空想のレトロ」                              | キャラクターCD『ALIVE』関連曲                                                                             |
| 12月2日  | うたの☆プリンスさまっ♪ マジLOVEレボリューションズ BD・DVD第6巻特典CD                         | HE★VENS | 「HE★VENS GATE -Beginning of the Legend-」                                  | テレビアニメ『うたの☆プリンスさまっ♪ マジLOVEレボリューションズ』挿入歌                                   |
| 2016年   |                                                                                              | |                                                                             | |
| 1月27日  | THE IDOLM@STER SideM ST@RTING LINE -07 彩                                                    | 彩 | 「喝彩！〜花鳥風月〜」 「和風堂々！〜WAnderful NIPPON!〜」 「DRIVE A LIVE」 | ゲーム『アイドルマスター SideM』関連曲                                                                    |
| 4月22日  | ALIVE Growth 花鳥風月「花」編                                                                | Growth | 「FLOW AWAY」                                                               | キャラクターCD『ALIVE』関連曲                                                                             |
| 5月25日  | アイドリズム キャラクターCD 〜MySTAR / White†Wind〜                                          | MySTAR | 「SUPER STAR」                                                              | ゲーム『アイドリズム』関連曲                                                                              |
| 5月25日  | アイドリズム キャラクターCD 〜MySTAR / White†Wind〜                                          | White†Wind | 「Brand New Day」                                                           | ゲーム『アイドリズム』関連曲                                                                              |
| 6月24日  | ALIVE Growth 花鳥風月「鳥」編                                                                | Growth | 「不死鳥のネビュラ」                                                        | キャラクターCD『ALIVE』関連曲                                                                             |
| 7月20日  | 全力少年達のおうたCD 2時間目 2年生ユニット リヒト&キィ                                       | リヒト（山下大輝）、キィ（花江夏樹） | 「恋愛BOOTCAMP★」 「RUSH!!!!!」                                             | キャラクターCD『全力少年達のおうたCD』関連曲                                                              |
| 8月26日  | ALIVE Growth 花鳥風月「風」編                                                                | Growth | 「CORONA」                                                                  | キャラクターCD『ALIVE』関連曲                                                                             |
| 10月5日  | はんだくん キャラクターソングミニアルバム                                                    | 近藤幸男（山下大輝） | 「アツキ青春叫べ」                                                          | テレビアニメ『はんだくん』関連曲                                                                          |
| 10月26日 | あんさんぶるスターズ！ ユニットソングCD 2nd Vol.03 Knights                                   | Knights | 「Silent Oath」 「Fight for Judge」                                         | ゲーム『あんさんぶるスターズ！』関連曲                                                                    |
| 10月26日 | 刀剣乱舞-花丸- 歌詠集其の二                                                                  | 前田藤四郎（入江玲於奈）、薬研藤四郎（山下誠一郎）、五虎退（粕谷雄太）、秋田藤四郎（山谷祥生）、乱藤四郎（山本和臣）、平野藤四郎（浅利遼太）、厚藤四郎（山下大輝） | 「花の薫りは叶枝垂れ」                                                      | テレビアニメ『刀剣乱舞-花丸-』エンディングテーマ                                                          |
| 11月23日 | 刀剣乱舞-花丸- 歌詠集其の四                                                                  | 前田藤四郎（入江玲於奈）、鯰尾藤四郎（斉藤壮馬）、薬研藤四郎（山下誠一郎）、五虎退（粕谷雄太）、秋田藤四郎（山谷祥生）、乱藤四郎（山本和臣）、平野藤四郎（浅利遼太）、骨喰藤四郎（鈴木裕斗）、厚藤四郎（山下大輝）、博多藤四郎（大須賀純）、一期一振（田丸篤志）                                                                         | 「恋と浄土の八重桜」                                                        | テレビアニメ『刀剣乱舞-花丸-』エンディングテーマ                                                          |
| 11月9日  | うたの☆プリンスさまっ♪ マジLOVEレジェンドスター DUET IDOL SONG 愛島セシル&天草シオン         | 愛島セシル（鳥海浩輔）、天草シオン（山下大輝） | 「Visible Elf」                                                             | テレビアニメ『うたの☆プリンスさまっ♪ マジLOVEレジェンドスター』挿入歌                                     |
| 11月9日  | うたの☆プリンスさまっ♪ マジLOVEレジェンドスター DUET IDOL SONG 愛島セシル&天草シオン         | 天草シオン（山下大輝） | 「導き光」                                                                  | テレビアニメ『うたの☆プリンスさまっ♪ マジLOVEレジェンドスター』関連曲                                     |
| 11月16日 | THE IDOLM@STER SideM ORIGIN@L PIECES 01                                                      | 猫柳キリオ（山下大輝） | 「だいぶ・いんとぅ・にゅ〜・わあるど！」                                    | ゲーム『アイドルマスター SideM』関連曲                                                                    |
| 11月25日 | ALIVE Growth 花鳥風月「月」編                                                                | Growth | 「月影のリフレイン」                                                        | キャラクターCD『ALIVE』関連曲                                                                             |
| 12月7日  | 刀剣乱舞-花丸- 歌詠集其の五                                                                  | にっかり青江（間島淳司）と幽霊退治戦隊 | 「にっかり妖かし数え唄」                                                    | テレビアニメ『刀剣乱舞-花丸-』エンディングテーマ                                                          |
| 12月28日 | 不滅のインフェルノ                                                                           | HE★VENS | 「不滅のインフェルノ」                                                      | テレビアニメ『うたの☆プリンスさまっ♪マジLOVEレジェンドスター』挿入歌                                      |
| 12月28日 | 不滅のインフェルノ                                                                           | HE★VENS | 「HE★VENLY PARADE」                                                         | テレビアニメ『うたの☆プリンスさまっ♪マジLOVEレジェンドスター』関連曲                                      |
| 2017年   |                                                                                              | |                                                                             | |
| 1月11日  | TVアニメ『うたの☆プリンスさまっ♪マジLOVEレジェンドスター』 BD・DVD第1巻特典CD                | ST☆RISH、QUARTET NIGHT、HE★VENS | 「夢を歌へと…！」                                                           | テレビアニメ『うたの☆プリンスさまっ♪ マジLOVEレジェンドスター』挿入歌                                     |
| 2月1日   | Beyond The Dream                                                                             | 315プロダクション所属アイドル | 「Beyond The Dream」                                                        | ゲーム『アイドルマスター SideM』テーマソング                                                              |
| 2月1日   | Beyond The Dream                                                                             | 315プロダクション所属アイドル（インテリ） | 「Beyond The Dream」                                                        | ゲーム『アイドルマスター SideM』テーマソング                                                              |
| 3月1日   | 夢王国と眠れる100人の王子様 音100シリーズ 〜Vol.3 不思議の国2〜                              | チェシャ猫 （山下大輝）、マーチア （柿原徹也）、クロノ（松岡禎丞）、ドーマウス（川辺俊介） | 「Welcome to wonderland」                                                   | ゲーム『夢王国と眠れる100人の王子様』関連曲                                                               |
| 3月15日  | TVアニメ『弱虫ペダル NEW GENERATION』キャラクターソング Vol.1「小野田坂道&手嶋純太」         | 小野田坂道（山下大輝）、手嶋純太（岸尾だいすけ） | 「Go up higher!」                                                           | テレビアニメ『弱虫ペダル NEW GENERATION』関連曲                                                           |
| 3月15日  | TVアニメ『弱虫ペダル NEW GENERATION』キャラクターソング Vol.1「小野田坂道&手嶋純太」         | 小野田坂道（山下大輝） | 「Gift Story」                                                              | テレビアニメ『弱虫ペダル NEW GENERATION』関連曲                                                           |
| 3月22日  | ソードアート・オンライン ソングコレクションII                                                | ユウキ（悠木碧）、シウネー（嶋村侑）、ジュン（山下大輝）、テッチ（こぶしのぶゆき）、タルケン（田丸篤志）、ノリ（田野アサミ）、アスナ（戸松遥） | 「Sleepless Legend」                                                        | テレビアニメ『ソードアート・オンラインII』関連曲                                                          |
| 6月30日  | ALIVE 「X Lied」 vol.3 宗司&涼太                                                             | 桜庭涼太（山下大輝） | 「甘き風のプリムラ」                                                        | キャラクターCD『ALIVE』関連曲                                                                             |
| 7月28日  | ALIVE Growth ユニットソングシリーズ「STAR SAIL」                                             | Growth | 「STAR SAIL」                                                               | キャラクターCD『ALIVE』関連曲                                                                             |
| 8月9日   | あんさんぶるスターズ！ ユニットソングCD 3rd Vol.02 Knights                                   | Knights | 「Article of Faith」 「Knights the Phantom Thief」                          | ゲーム『あんさんぶるスターズ！』関連曲                                                                    |
| 9月27日  | ボーイフレンド（仮） プロジェクト ミュージックアルバム 星蘭学院                              | 野宮一期（山下大輝） | 「ハートビートが止まらない！」                                              | ゲーム『ボーイフレンド（仮）』関連曲                                                                      |
| 9月27日  | ボーイフレンド（仮） プロジェクト ミュージックアルバム 星蘭学院                              | 星蘭学院 | 「☆ Make Your Stage）」                                                     | ゲーム『ボーイフレンド（仮）』関連曲                                                                      |
| 10月27日 | 魔法のキズナ                                                                                 | Growth | 「魔法のキズナ」                                                            | テレビアニメ『TSUKIPRO THE ANIMATION』関連曲                                                              |
| 11月1日  | うたの☆プリンスさまっ♪ HEAVEN SKY エピソードCD                                               | HE★VENS | 「HEAVEN SKY」                                                              | 『うたの☆プリンスさまっ♪』関連曲                                                                          |
| 11月1日  | 月牙ノ刻/天華絶景                                                                            | 織田信長（森川智之）、豊臣秀吉（花江夏樹）、上杉謙信（鳥海浩輔）、武田信玄（小西克幸）、真田幸村（山下大輝）、伊達政宗（梅原裕一郎） | 「月牙ノ刻」                                                                | ゲーム『戦刻ナイトブラッド』オープニングテーマ                                                            |
| 11月1日  | 月牙ノ刻/天華絶景                                                                            | 織田信長（森川智之）、豊臣秀吉（花江夏樹）、上杉謙信（鳥海浩輔）、武田信玄（小西克幸）、真田幸村（山下大輝）、伊達政宗（梅原裕一郎） | 「天華絶景」                                                                | テレビアニメ『戦刻ナイトブラッド』オープニングテーマ                                                      |
| 11月15日 | Moonlight Beam                                                                               | 真田幸村（山下大輝） | 「Moonlight Beam」                                                          | テレビアニメ『戦刻ナイトブラッド』エンディングテーマ                                                      |
| 11月15日 | Moonlight Beam                                                                               | 真田幸村（山下大輝） | 「天華絶景」                                                                | テレビアニメ『戦刻ナイトブラッド』関連曲                                                                  |
| 12月6日  | 『刀剣乱舞-花丸-』歌詠全集                                                                   | 花丸刀剣男士一同 | 「花丸◎日和！47振りver.」                                                   | 劇場アニメ『刀剣乱舞-花丸- 〜幕間回想録〜』主題歌                                                         |
| 2018年   |                                                                                              | |                                                                             | |
| 1月17日  | 続『刀剣乱舞-花丸-』歌詠集 其の二                                                            | 大和守安定（市来光弘）、加州清光（増田俊樹）、へし切長谷部（新垣樽助）、今剣（山下大輝）、前田藤四郎（入江玲於奈）、にっかり青江（間島淳司）、蜂須賀虎徹（興津和幸）、陸奥守吉行（濱健人） | 「花丸印の日のもとで ver.2」                                                | テレビアニメ『続 刀剣乱舞-花丸-』オープニングテーマ                                                       |
| 1月26日  | TSUKIPRO THE ANIMATION BD・DVD第2巻特典CD                                                    | Growth | 「one day…」                                                                | テレビアニメ『TSUKIPRO THE ANIMATION』エンディングテーマ                                                  |
| 2月7日   | 続『刀剣乱舞-花丸-』歌詠集 其の五                                                            | 大和守安定（市来光弘）、加州清光（増田俊樹）、愛染国俊（山下誠一郎）、同田貫正国（櫻井トオル）、鶴丸国永（斉藤壮馬）、平野藤四郎（浅利遼太）、骨喰藤四郎（鈴木裕斗）、厚藤四郎（山下大輝） | 「花丸印の日のもとで ver.5」                                                | テレビアニメ『続 刀剣乱舞-花丸-』オープニングテーマ                                                       |
| 2月14日  | Carry the Hope                                                                               | THE HIGH CADENCE | 「Carry the Hope」                                                          | テレビアニメ『弱虫ペダル GLORY LINE』エンディングテーマ                                                   |
| 2月14日  | Carry the Hope                                                                               | 小野田坂道（山下大輝） | 「Carry the Hope」                                                          | テレビアニメ『弱虫ペダル GLORY LINE』関連曲                                                               |
| 2月21日  | 続『刀剣乱舞-花丸-』歌詠集 其の七                                                            | 前田藤四郎（入江玲於奈）、鯰尾藤四郎（斉藤壮馬）、薬研藤四郎（山下誠一郎）、五虎退（粕谷雄太）、秋田藤四郎（山谷祥生）、乱藤四郎（山本和臣）、平野藤四郎（浅利遼太）、骨喰藤四郎（鈴木裕斗）、厚藤四郎（山下大輝）、博多藤四郎（大須賀純）、一期一振（田丸篤志）、後藤藤四郎（村田太志）、信濃藤四郎（小林裕介）、包丁藤四郎（宮田幸季） | 「鈴生り時にて」                                                            | テレビアニメ『続 刀剣乱舞-花丸-』エンディングテーマ                                                       |
| 3月21日  | THE IDOLM@STER SideM 3rd ANNIVERSARY DISC 03 彩 & 神速一魂 & THE 虎牙道                      | 彩 | 「桜彩」                                                                    | ゲーム『アイドルマスター SideM』関連曲                                                                    |
| 3月21日  | THE IDOLM@STER SideM 3rd ANNIVERSARY DISC 03 彩 & 神速一魂 & THE 虎牙道                      | 彩、神速一魂、THE 虎牙道 | 「笑顔の祭りにゃ、福来る」                                                  | ゲーム『アイドルマスター SideM』関連曲                                                                    |
| 3月23日  | TSUKIPRO THE ANIMATION BD・DVD第4巻特典CD                                                    | Growth | 「パラレル・リネージュ」                                                    | テレビアニメ『TSUKIPRO THE ANIMATION』エンディングテーマ                                                  |
| 3月25日  | THE IDOLM@STER SideM 3rd ANNIVERSARY SOLO COLLECTION 03                                      | 猫柳キリオ（山下大輝） | 「桜彩」                                                                    | ゲーム『アイドルマスター SideM』関連曲                                                                    |
| 4月4日   | いつらのうたこゑ                                                                             | に（山下大輝） | 「忍びのススメ」                                                            | 『ひらがな男子』関連曲                                                                                    |
| 5月18日  | TSUKIPRO THE ANIMATION BD・DVD第6巻特典CD                                                    | Growth | 「陽だまりに咲く」                                                          | テレビアニメ『TSUKIPRO THE ANIMATION』エンディングテーマ                                                  |
| 5月23日  | 弱虫ペダル GLORY LINE BD・DVD第1巻特典CD                                                     | 小野田坂道（山下大輝）、今泉俊輔（鳥海浩輔）、鳴子章吉（福島潤）、手嶋純太（岸尾だいすけ）、青八木一（松岡禎丞）、鏑木一差（下野紘） | 「総北高校 校歌」                                                           | テレビアニメ『弱虫ペダル GLORY LINE』関連曲                                                               |
| 5月30日  | あんさんぶるスターズ！アルバムシリーズ Knights                                               | Knights | 「Grateful allegiance」                                                     | ゲーム『あんさんぶるスターズ！』関連曲                                                                    |
| 5月30日  | あんさんぶるスターズ！アルバムシリーズ Knights                                               | 朔間凛月（山下大輝） | 「真夜中のノクターン」                                                      | ゲーム『あんさんぶるスターズ！』関連曲                                                                    |
| 6月15日  | TSUKIPRO THE ANIMATION BD・DVD第7巻特典CD                                                    | SOARA、Growth、SolidS、QUELL | 「Dear Dreamer,」                                                           | テレビアニメ『TSUKIPRO THE ANIMATION』エンディングテーマ                                                  |
| 7月21日  | Clover                                                                                       | 東極京水（諏訪部順一）、永江ときたか（中村悠一）、グレゴーリオ・ヴァレンティノ（小野大輔）、中尾椿（山下大輝） | 「Clover」                                                                  | テレビアニメ『鹿楓堂よついろ日和』エンディングテーマ                                                      |
| 7月25日  | ロボマスターズ キャラソン&ドラマCD                                                           | タンタン（山下大輝）、テイジュン（梅原裕一郎） | 「Catch and back!」                                                         | テレビアニメ『ROBOMASTERS THE ANIMATED SERIES』関連曲                                                     |
| 8月31日  | ALIVE Growth RE:START シリーズ2                                                              | 八重樫剣介（山谷祥生）、桜庭涼太（山下大輝） | 「Promessa」                                                                | キャラクターCD『ALIVE』関連曲                                                                             |
| 9月19日  | 弾奏アブソリュート                                                                           | 織田信長（森川智之）、豊臣秀吉（花江夏樹）、上杉謙信（鳥海浩輔）、武田信玄（小西克幸）、真田幸村（山下大輝）、伊達政宗（梅原裕一郎）、毛利元就（子安武人） | 「残光と盟約」                                                              | ゲーム『戦刻ナイトブラッド』関連曲                                                                        |
| 10月26日 | ALIVE Growth RE:START シリーズ3                                                              | Growth | 「追憶のネニア」                                                            | キャラクターCD『ALIVE』関連曲                                                                             |
| 12月19日 | THE IDOLM@STER SideM WakeMini! MUSIC COLLECTION 03                                           | 315 STARS（インテリ Ver.） | 「POKER FAITH -ポーカーフェイス-」                                          | テレビアニメ『アイドルマスター SideM 理由あってMini!』エンディングテーマ                                  |
| 12月21日 | ALIVE Growth RE:START シリーズ4                                                              | 衛藤昂輝（土岐隼一）、桜庭涼太（山下大輝） | 「Apostasy」                                                                | キャラクターCD『ALIVE』関連曲                                                                             |
| 2019年   |                                                                                              | |                                                                             | |
| 2月13日  | 劇場版 うたの☆プリンスさまっ♪ マジLOVEキングダム スペシャルユニットドラマCD 翔・ナギ・シオン | 来栖翔（下野紘）、帝ナギ（代永翼）、天草シオン（山下大輝） | 「Colorfully☆Spark」                                                        | 劇場アニメ『劇場版 うたの☆プリンスさまっ♪ マジLOVEキングダム』挿入歌                                      |
| 3月13日  | アンセム フォー ジ エンジェル                                                                | 天草シオン（山下大輝） | 「Lyrical Poetry」                                                          | 『うたの☆プリンスさまっ♪』関連曲                                                                          |
| 3月15日  | THE IDOLM@STER SideM WakeMini! SOLO COLLECTION 03 INTELLIGENCE Ver.                          | 猫柳キリオ（山下大輝） | 「POKER FAITH -ポーカーフェイス-」                                          | テレビアニメ『アイドルマスター SideM 理由あってMini!』関連曲                                              |
| 3月27日  | 夢色キャスト GENESIS Vocal Collection                                                        | 黒木崚介（古川慎）、灰羽拓真（斉藤壮馬）、藍沢湧太郎（鈴村健一）、白椋れい（山下大輝）、朱道岳（平川大輔） | 「Phantom Rain」 「Dears for Fears」                                        | ゲーム『夢色キャスト』関連曲                                                                              |
| 3月27日  | 夢色キャスト GENESIS Vocal Collection                                                        | 白椋れい（山下大輝） | 「溜息ラビリンス」                                                          | ゲーム『夢色キャスト』関連曲                                                                              |
| 4月3日   | 愛を捧げよ 〜the secret Shangri-la〜                                                         | HE★VENS | 「愛を捧げよ 〜the secret Shangri-la〜」 「GIRA×2★SEVEN」                   | 劇場アニメ『劇場版 うたの☆プリンスさまっ♪ マジLOVEキングダム』挿入歌                                      |
| 5月10日  | THE IDOLM@STER SideM 4th ANNIVERSARY DISC「LIVE in your SMILE / DREAM JOURNEY」              | Altessimo、W、FRAME、彩、神速一魂、S.E.M、THE 虎牙道、Legenders | 「LIVE in your SMILE」                                                      | ゲーム『アイドルマスター SideM』関連曲                                                                    |
| 5月31日  | ALIVE Growth RE:START シリーズ6                                                              | Growth | 「運命のペンデュラム」                                                      | キャラクターCD『ALIVE』関連曲                                                                             |
| 7月3日   | ☆3rd SHOW TIME 1☆ 星谷悠太&華桜会                                                            | 華桜会 | 「我ら、綾薙学園華桜会〜Next-Generation〜」                                 | テレビアニメ『スタミュ』第3期挿入歌                                                                       |
| 7月24日  | ☆3rd SHOW TIME 4☆ 春日野詩音&team楪                                                          | 春日野詩音（山下大輝） | 「ARCANA BRAVE」                                                            | テレビアニメ『スタミュ』第3期挿入歌                                                                       |
| 8月14日  | Stars' Ensemble!                                                                             | 夢ノ咲ドリームスターズ | 「Stars' Ensemble!」                                                        | テレビアニメ『あんさんぶるスターズ！』オープニングテーマ                                                  |
| 8月21日  | ☆3rd SHOW TIME 8☆ 冬沢 亮×千秋貴史&春日野×入夏                                               | 春日野詩音（山下大輝）、入夏将志（逢坂良太） | 「JapaSweets Paradigm」                                                     | テレビアニメ『スタミュ』関連曲                                                                            |
| 9月4日   | ☆3rd SHOW TIME 10☆ team鳳&華桜会                                                             | 華桜会 | 「サウンドロスト」                                                          | テレビアニメ『スタミュ』関連曲                                                                            |
| 11月6日  | 厨病激発ボーイ                                                                               | 皆神高校ヒーロー部 | 「厨病激発ボーイ」                                                          | テレビアニメ『厨病激発ボーイ』オープニングテーマ                                                          |
| 12月4日  | THE IDOLM@STER SideM WORLD TRE@SURE 11                                                       | 天ヶ瀬冬馬（寺島拓篤）、猫柳キリオ（山下大輝）、秋月涼（三瓶由布子） | 「もくろみインディアNight」 「MEET THE WORLD!（INDIA Ver.）」               | ゲーム『アイドルマスター SideM LIVE ON ST@GE!』関連曲                                                     |
| 12月18日 | THE IDOLM@STER SideM 5th ANNIVERSARY DISC 01 PRIDE STAR                                      | 315 ALLSTARS | 「PRIDE STAR」 「DRIVE A LIVE」 「Reason!!」 「GLORIOUS RO@D」              | ゲーム『アイドルマスター SideM』関連曲                                                                    |
| 12月25日 | 劇場版 うたの☆プリンスさまっ♪ マジLOVEキングダム BD・DVD特典CD                               | ST☆RISH、QUARTET NIGHT、HE★VENS | 「マジLOVEキングダム」 「Welocme to UTA☆PRI KINGDOM!!」                     | 劇場アニメ『劇場版 うたの☆プリンスさまっ♪ マジLOVEキングダム』挿入歌                                      |
| 2020年   |                                                                                              | |                                                                             | |
| 1月22日  | 厨病激発ボーイ オリジナルサウンドトラック                                                    | 皆神高校ヒーロー部 | 「青春症候群」                                                              | テレビアニメ『厨病激発ボーイ』関連曲                                                                      |
| 1月24日  | ALIVE「CARDS」シリーズ2巻 Growth「DIAMOND」                                                  | Growth | 「HOPE DIAMOND」 「憧憬のマテリア」                                         | キャラクターCD『ALIVE』関連曲                                                                             |
| 2月26日  | あんさんぶるスターズ！ EDテーマ集 VOL.06                                                     | Knights | 「Promise Swords」                                                          | テレビアニメ『あんさんぶるスターズ！』エンディングテーマ                                                  |
| 3月6日   | THE IDOLM@STER SideM 5th ANNIVERSARY UNIT COLLECTION -PRIDE STAR-                            | 彩 | 「PRIDE STAR」                                                              | ゲーム『アイドルマスター SideM』関連曲                                                                    |
| 4月22日  | THE IDOLM@STER SideM 5th ANNIVERSARY DISC 05 Altessimo&彩&High×Joker                         | 彩 | 「祝彩！」                                                                  | ゲーム『アイドルマスター SideM』関連曲                                                                    |
| 4月22日  | THE IDOLM@STER SideM 5th ANNIVERSARY DISC 05 Altessimo&彩&High×Joker                         | Altessimo、彩、High×Joker | 「Singing Explorers」                                                       | ゲーム『アイドルマスター SideM』関連曲                                                                    |
| 8月26日  | THE IDOLM@STER SideM 5th ANNIVERSARY SOLO COLLECTION 04                                      | 猫柳キリオ（山下大輝） | 「祝彩！」                                                                  | ゲーム『アイドルマスター SideM』関連曲                                                                    |
| 8月26日  | BRAND NEW STARS!!                                                                            | ESオールスターズ | 「BRAND NEW STARS!!」                                                       | ゲーム『あんさんぶるスターズ!!』主題歌                                                                    |
| 8月26日  | BRAND NEW STARS!!                                                                            | ESオールスターズ | 「Walk with your smile」                                                    | ゲーム『あんさんぶるスターズ!!』関連曲                                                                    |
| 8月26日  | Paradise Lost〜Beside you〜                                                                  | 皇綺羅（小野大輔）、帝ナギ（代永翼）、鳳瑛二（内田雄馬）、天草シオン（山下大輝） | 「Beside you」                                                              | 『うたの☆プリンスさまっ♪』関連曲                                                                          |
| 8月28日  | Dear Dreamer, ver.Growth                                                                     | Growth | 「Dear Dreamer,」                                                           | テレビアニメ『TSUKIPRO THE ANIMATION』関連曲                                                              |
| 9月16日  | SUPER STAR/THIS IS...!/Genesis HE★VENS                                                       | 鳳瑛一（緑川光）、皇綺羅（小野大輔）、帝ナギ（代永翼）、鳳瑛二（内田雄馬）、桐生院ヴァン（高橋英則）、日向大和（木村良平）、天草シオン（山下大輝） | 「Genesis HE★VENS」                                                         | 『うたの☆プリンスさまっ♪』関連曲                                                                          |
| 9月19日  | アイドルマスター SideM ストラグルハート 第2巻特装版特典CD                                    | 彩 | 「勇敢なるキミヘ」                                                          | 漫画『アイドルマスター SideM ストラグルハート』関連曲                                                     |
| 12月25日 | 華Doll*2nd season INCOMPLICA:IU 〜Univers〜                                                  | Loulou*di | 「Empty Dream」 「Addictive Whispering」                                    | キャラクターCD『華Doll*』関連曲                                                                           |
| 2021年   |                                                                                              | |                                                                             | |
| 2月7日   | THE IDOLM@STER SideM UNIT COLLECTION -MEET THE WORLD!-                                       | 315 ALLSTARS | 「MEET THE WORLD!」                                                         | ゲーム『アイドルマスター SideM』関連曲                                                                    |
| 2月7日   | THE IDOLM@STER SideM UNIT COLLECTION -MEET THE WORLD!-                                       | 彩 | 「MEET THE WORLD!」                                                         | ゲーム『アイドルマスター SideM』関連曲                                                                    |
| 2月      | AIカードダス／アニメ『ゼノンザード＜ZENONZARD＞』 ベストアルバム「ELEMENTS」                 | ユーキリ・竜胆（山下大輝） | 「Colorful World」                                                          | ゲーム『ゼノンザード』挿入歌                                                                              |
| 3月26日  | CLOQUESTA                                                                                    | 朱鷺燈一夜（山下大輝） | 「ただ一つ、夜を越えて」                                                    | 『Clock over ORQUESTA』関連曲                                                                             |
| 4月7日   | THE IDOLM@STER SideM NEW STAGE EPISODE:14 彩                                                 | 彩 | 「装 -So Beautiful-」 「NEXT STAGE!」                                       | ゲーム『アイドルマスター SideM』関連曲                                                                    |
| 4月7日   | あんさんぶるスターズ!! ESアイドルソング season1 Knights                                      | Knights | 「Little Romance」 「BRAND NEW STARS!!」                                    | ゲーム『あんさんぶるスターズ!!』関連曲                                                                    |
| 5月26日  | キスイダ！                                                                                   | 結城宏（山下大輝） | 「キライダ！」                                                              | テレビアニメ『究極進化したフルダイブRPGが現実よりもクソゲーだったら』関連曲                               |
| 6月2日   | うたの☆プリンスさまっ♪10th Anniversary CD                                                    | 鳳瑛一（緑川光）、皇綺羅（小野大輔）、帝ナギ（代永翼）、鳳瑛二（内田雄馬）、桐生院ヴァン（高橋英則）、日向大和（木村良平）、天草シオン（山下大輝） | 「ENDLESS SCORE」                                                           | 『うたの☆プリンスさまっ♪』関連曲                                                                          |
| 6月20日  | セブンナイツレボリューション -英雄の継承者- オリジナル・サウンドトラック                     | ネモ（山下大輝）、ファリア（山村響） | 「永遠ノ花」                                                                | テレビアニメ『セブンナイツ レボリューション -英雄の継承者-』エンディングテーマ                            |
| 6月23日  | FUSIONIC STARS!!                                                                             | ESオールスターズ | 「FUSIONIC STARS!!」                                                        | ゲーム『あんさんぶるスターズ!!』関連曲                                                                    |
| 6月25日  | 華Doll* 2nd season INCOMPLICA:IU〜Univers〜                                                  | Loulou*di | 「Final Direction」 「Butterfly Knife」                                     | キャラクターCD『華Doll*』関連曲                                                                           |
| 7月9日   | 自由の旅路                                                                                   | Growth | 「自由の旅路」                                                              | テレビアニメ『TSUKIPRO THE ANIMATION 2』主題歌                                                            |
| 7月28日  | ホリミヤ BD・DVD第6巻特典CD                                                                  | 井浦秀（山下大輝） | 「Green Light」                                                             | テレビアニメ『ホリミヤ』関連曲                                                                            |
| 8月25日  | Clock over ORQUESTA First season BATTLE Vol.01 朱鷺燈一夜                                    | 朱鷺燈一夜（山下大輝、田村睦心） | 「Start」                                                                   | 『Clock over ORQUESTA』関連曲                                                                             |
| 9月29日  | THE IDOLM@STER SideM GROWING SIGN@L 01 Growing Smiles!                                       | 315 ALLSTARS | 「Growing Smiles!」 「DRIVE A LIVE」 「Beyond The Dream」 「NEXT STAGE!」   | ゲーム『アイドルマスター SideM GROWING STARS』関連曲                                                      |
| 10月27日 | One Day                                                                                      | 天草シオン（山下大輝） | 「黎明drops」                                                               | 『うたの☆プリンスさまっ♪』関連曲                                                                          |
| 10月27日 | One Day                                                                                      | 鳳瑛一（緑川光）、皇綺羅（小野大輔）、帝ナギ（代永翼）、鳳瑛二（内田雄馬）、桐生院ヴァン（高橋英則）、日向大和（木村良平）、天草シオン（山下大輝） | 「One Day」                                                                 | 『うたの☆プリンスさまっ♪』関連曲                                                                          |
| 11月26日 | TSUKIPRO THE ANIMATION2 BD・DVD第1巻特典CD                                                   | Growth | 「衛星のシルヴィス」                                                        | テレビアニメ『TSUKIPRO THE ANIMATION2』エンディングテーマ                                                 |
| 2022年   |                                                                                              | |                                                                             | |
| 1月8日   | THE IDOLM@STER SideM UNIT COLLECTION -Growing Smiles!-                                       | 彩 | 「Growing Smiles!」                                                         | ゲーム『アイドルマスター SideM GROWING STARS』関連曲                                                      |
| 1月22日  | あんさんぶるスターズ!! FUSION UNIT SERIES 06 流星隊 × Knights                                | 流星隊、Knights | 「青春Emergency」                                                           | ゲーム『あんさんぶるスターズ!!』関連曲                                                                    |
| 1月22日  | あんさんぶるスターズ!! FUSION UNIT SERIES 06 流星隊 × Knights                                | Knights | 「FUSIONIC STARS!!」                                                        | ゲーム『あんさんぶるスターズ!!』関連曲                                                                    |
| 1月28日  | TSUKIPRO THE ANIMATION2 BD・DVD第3巻特典CD                                                   | 在原守人（小野友樹）、神楽坂宗司（古川慎）、八重樫剣介（山谷祥生）、桜庭涼太（山下大輝）、篁志季（江口拓也）、奥井翼（斉藤壮馬） | 「名残鬼」                                                                  | テレビアニメ『TSUKIPRO THE ANIMATION2』エンディングテーマ                                                 |
| 2月25日  | TSUKIPRO THE ANIMATION2 BD・DVD第4巻特典CD                                                   | Growth | 「忘れかけたもの」                                                          | テレビアニメ『TSUKIPRO THE ANIMATION2』エンディングテーマ                                                 |
| 3月12日  | THE IDOLM@STER SideM PASSION@TE FORMATION -INTELLIGENCE-                                     | 315 STARS（インテリVer.） | 「ANYWHERE」                                                                | ゲーム『アイドルマスター SideM GROWING STARS』関連曲                                                      |
| 3月12日  | THE IDOLM@STER SideM PASSION@TE FORMATION -INTELLIGENCE-                                     | 猫柳キリオ（山下大輝） | 「ANYWHERE」                                                                | ゲーム『アイドルマスター SideM GROWING STARS』関連曲                                                      |
| 4月6日   | THE IDOLM@STER SideM GROWING SIGN@L 06 彩                                                    | 彩 | 「いとをかし！〜一彩×合彩〜」 「彩リノ歌」                                  | ゲーム『アイドルマスター SideM GROWING STARS』関連曲                                                      |
| 10月1日  | THE IDOLM@STER SideM GROWING SIGN@L SOLO COLLECTION 01                                       | 猫柳キリオ（山下大輝） | 「いとをかし！〜一彩×合彩〜」                                               | ゲーム『アイドルマスター SideM GROWING STARS』関連曲                                                      |
| 10月26日 | ポケモンTVアニメ主題歌 BEST 2019-2022                                                        | サトシ（松本梨香）、ゴウ（山下大輝） | 「1・2・3」                                                                 | テレビアニメ『ポケットモンスター』オープニングテーマ                                                      |
| 12月21日 | THE IDOLM@STER SideM GROWING SIGN@L 15 Take a StuMp!                                         | 315 ALLSTARS | 「Take a StuMp!」                                                           | ゲーム『アイドルマスター SideM GROWING STARS』関連曲                                                      |
| 2023年   |                                                                                              | |                                                                             | |
| 2月11日  | THE IDOLM@STER SideM UNIT COLLECTION -Take a StuMp!-                                         | 彩 | 「Take a StuMp!」                                                           | ゲーム『アイドルマスター SideM GROWING STARS』関連曲                                                      |
| 3月19日  | 勇敢な君に/君のためなら                                                                      | センパイ（山下大輝） | 「君のためなら」                                                            | テレビアニメ『イジらないで、長瀞さん 2nd Attack』関連曲                                                   |
| 9月27日  | THE IDOLM@STER SideM 49 ELEMENTS 15 彩                                                       | 彩 | 「愛笑華！」                                                                | ゲーム『アイドルマスター SideM GROWING STARS』関連曲                                                      |
| 9月27日  | THE IDOLM@STER SideM 49 ELEMENTS 15 彩                                                       | 猫柳キリオ（山下大輝） | 「わんだふる哉、人生」                                                      | ゲーム『アイドルマスター SideM GROWING STARS』関連曲                                                      |
| 10月28日 | THE IDOLM@STER SideM 8th STAGE THEME SONG「Hands & Claps!」                                  | 315 ALLSTARS | 「Hands & Claps!」                                                          | ライブイベント『THE IDOLM@STER SideM 8th STAGE 〜ALL H@NDS TOGETHER〜』テーマソング                       |
| 10月28日 | THE IDOLM@STER SideM 8th STAGE THEME SONG「Hands & Claps!」                                  | 315 STARS（インテリVer.） | 「Hands & Claps!」                                                          | ライブイベント『THE IDOLM@STER SideM 8th STAGE 〜ALL H@NDS TOGETHER〜』テーマソング                       |
| 2024年   |                                                                                              | |                                                                             | |
| 3月6日   | THE IDOLM@STER SideM F@NTASTIC COMBINATION〜CONNECTIME!!!!〜 -共鳴和音- 彩                   | Altessimo、彩 | 「組曲 -to All Ages Concerto-」                                             | ライブイベント『315 Production presents F＠NTASTIC COMBINATION LIVE 〜CONNECTIME!!!!〜 -共鳴和音-』関連曲 |
| 3月6日   | THE IDOLM@STER SideM F@NTASTIC COMBINATION〜CONNECTIME!!!!〜 -共鳴和音- 彩                   | 彩 | 「Tone's Destiny」                                                          | ライブイベント『315 Production presents F＠NTASTIC COMBINATION LIVE 〜CONNECTIME!!!!〜 -共鳴和音-』関連曲 |
| 3月6日   | THE IDOLM@STER SideM F@NTASTIC COMBINATION〜CONNECTIME!!!!〜 -共鳴和音- 彩                   | Altessimo、彩、Legenders、C.FIRST | 「Beyond the Dream」 「NEXT STAGE!（Short size）」                          | ライブイベント『315 Production presents F＠NTASTIC COMBINATION LIVE 〜CONNECTIME!!!!〜 -共鳴和音-』関連曲 |
| 3月6日   | THE IDOLM@STER SideM F@NTASTIC COMBINATION〜CONNECTIME!!!!〜 -共鳴和音- Altessimo            | Altessimo、彩、Legenders、C.FIRST | 「DRIVE A LIVE」                                                            | ライブイベント『315 Production presents F＠NTASTIC COMBINATION LIVE 〜CONNECTIME!!!!〜 -共鳴和音-』関連曲 |
| 2024年   |                                                                                              | |                                                                             | |
| 6月26日  | Stars' Ensemble!                                                                             | 夢ノ咲ドリームスターズ | 「Stars' Ensemble!」                                                        | ゲーム『あんさんぶるスターズ!!』関連曲                                                                    |
| 6月26日  | BRAND NEW STARS!!                                                                            | ESオールスターズ | 「BRAND NEW STARS!!」 「Walk with your smile」                              | ゲーム『あんさんぶるスターズ!!』関連曲                                                                    |
| 6月26日  | FUSIONIC STARS!!                                                                             | ESオールスターズ | 「FUSIONIC STARS!!」                                                        | ゲーム『あんさんぶるスターズ!!』関連曲                                                                    |
| 2025年   |                                                                                              | |                                                                             | |
| 7月23日  | 美男高校地球防衛部ハイカラ！ OP&ED                                                           | 蛮華羅新鋭隊 | 「残光 in your eyes」                                                       | テレビアニメ『美男高校地球防衛部ハイカラ!』エンディングテーマ                                             |
| 8月27日  | 我ら蛮華羅新鋭隊！                                                                           | 猫魔祐（山下大輝） | 「逆転コンプレックス」                                                      | テレビアニメ『美男高校地球防衛部ハイカラ!』関連曲                                                         |

### その他参加作品
| 発売日         | 商品名                                                           | 歌 | 楽曲                                     | 備考 |
| -------------- | ---------------------------------------------------------------- | --- | ---------------------------------------- | ---- |
| 2018年9月19日  | Disney 声の王子様 Voice Stars Dream Selection                    | 山下大輝 | 「リメンバー・ミー（エンドソングver.）」 |      |
| 2018年9月19日  | Disney 声の王子様 Voice Stars Dream Selection                    | 石川界人、上村祐翔、江口拓也、小野賢章、佐藤拓也、武内駿輔、畠中祐、羽多野渉、花江夏樹、日野聡、前野智昭、山下大輝 | 「ミッキーマウス・マーチ」               |      |
| 2018年9月19日  | Disney 声の王子様 Voice Stars Dream Selection アニミュゥモ特典CD | 山下大輝 | 「ミッキーマウス・マーチ」               |      |
| 2019年11月22日 | Disney 声の王子様 Voice Stars Dream Live 2019 特典CD             | 上村祐翔、江口拓也、小野賢章、山下大輝                                                                             | 「トライ・エヴリシング」                 |      |
| 2019年11月22日 | Disney 声の王子様 Voice Stars Dream Live 2019 特典CD             | 石川界人、上村祐翔、江口拓也、小野賢章、佐藤拓也、武内駿輔、畠中祐、羽多野渉、花江夏樹、日野聡、前野智昭、山下大輝 | 「星に願いを」                           |      |
| 2019年11月22日 | Disney 声の王子様 Voice Stars Dream Live 2019 アニミュゥモ特典CD | 山下大輝 | 「星に願いを」                           |      |